# Maximino Rodríguez Vidal
Maximino Rodríguez Vidal (Tremor de Abajo, Torre del Bierzo, província de Lleó, 21 de juliol de 1921 - Madrid, 6 de setembre de 1997) fou un físic i matemàtic espanyol, acadèmic de la Reial Acadèmia de Ciències Exactes, Físiques i Naturals.

## Biografia
Era llicenciat en Ciències Exactes i en Ciències Físiques per la Universitat Complutense de Madrid, on es doctorà en Físiques amb Premi extraordinari. Marxà aleshores a la Universitat de Cambridge, on el seu Diseño lógico de una máquina de calcular electrónica, fou important per al desenvolupament de la calculadora de butxaca. El 1955 assolí la càtedra d'Electricitat i Magnetisme a la Universitat de La Laguna, el 1960 obté la mateixa càtedra a la Universitat de València i comença a treballar en projectes civils i militars pel CSIC. El 1966 obté la càtedra d'Electricitat i Magnetisme en la en la Facultat de Ciències Físiques de la Universitat Complutense de Madrid, on desenvoluparà treballs d'electrònica física. Des de 1974 col·labora amb institucions dels Estats Units creant un equip de col·laboradors internacional i multidisciplinari per investigacions en microones, làmines fotovoltaiques i altres fenòmens físics.
Fou el primer President del Grup d'Electricitat i Magnetisme de la Reial Societat Espanyola de Física i Química, president de la Reial Societat Espanyola de Física (1984-1988) i fundador i primer director de la Secció d'Electricitat i Electrònica de l'Institut Alfons el Magnànim del CSIC. El 1984 fou escollit acadèmic de la Reial Acadèmia de Ciències Exactes, Físiques i Naturals, en la que va ingressar el 1996 amb el discurs El efecto fotovoltaico y sus aplicaciones.